# Bailá Bailá
Baila Baila är en låt framförd av Alvaro Estrella i Melodifestivalen 2021. Låten som deltog i den tredje deltävlingen, gick vidare till andra chansen, där han sedan gick vidare till final. Väl i finalen slutade han på tionde plats.
Låten är skriven av Anderz Wrethov, Jimmy Thörnfeldt och Linnea Deb.